# Cornelia Maniu
Cornelia Maniu (n.  1876, Șimleu Silvaniei - d. 1956, Șimleu Silvaniei), din 1923 călugăriță franciscană cu numele Sora Cecilia, a fost sora politicianului Iuliu Maniu, cu activitate social-caritativă.

## Biografie
A fost membră a Reuniunii Femeilor Române Sălăjene, îndeplinind în cadrul acesteia funcția de casieră. Mama ei, Clara Maniu, a fost președinta asociației. La 1 decembrie 1918 Cornelia Maniu a fost deputată la Marea Adunare Națională de la Alba Iulia, organismul legislativ reprezentativ al „tuturor românilor din Transilvania, Banat și Țara Ungurească”, cel care a adoptat hotărârea privind Unirea Transilvaniei cu România.  În anul 1919 a fost arestată de autoritățile bolșevice maghiare, alături de alți fruntași naționali români din zona Șimleul Silvaniei.
În anul 1947 a fost arestată de autoritățile comuniste române și ținută în închisoarea Zalău. După eliberarea din detenție a locuit la verișoara ei, la Șimleu Silvaniei, în condiții precare. Securitatea a vegheat ca oamenii din zonă să nu le aducă mâncare celor două femei.